# Carolin Schäfer
Carolin Schäfer (née le 5 décembre 1991 à Bad Wildungen) est une athlète allemande, spécialiste des épreuves combinées.

## Biographie

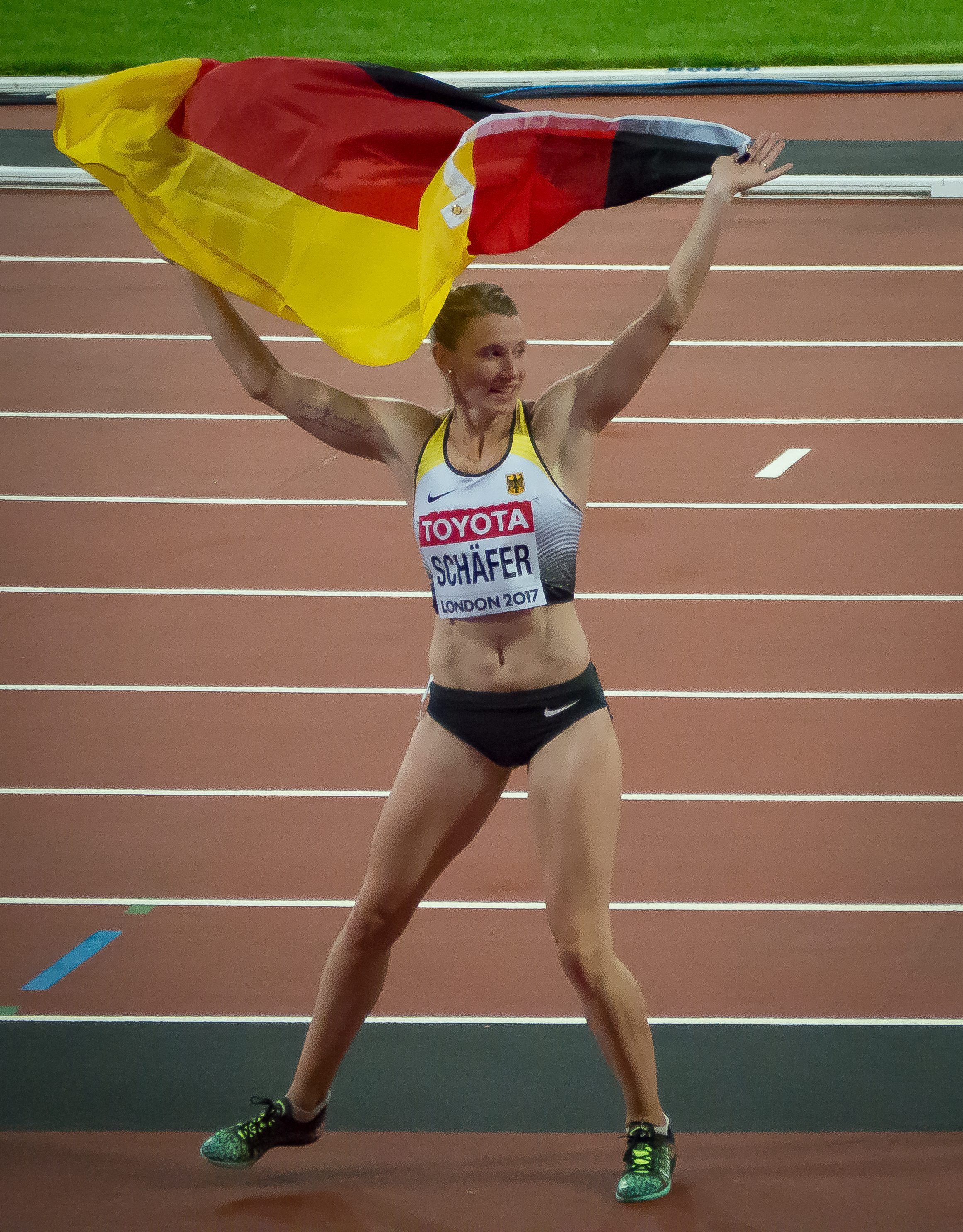
Carolin Schäfer célébrant sa médaille d'argent lors des Championnats du monde 2017.

Médaillée d'argent de l'heptathlon lors des championnats du monde jeunesse 2007, elle remporte dès l'année suivante le titre des championnats du monde juniors, à Bydgoszcz, (5 833 pts), puis s'impose en 2009 à Novi Sad lors des championnats d'Europe juniors (5 697 pts).
En 2014, elle échoue au pied du podium des Championnats d'Europe de Zürich avec 6 395 points.
Très régulière durant la saison 2016, elle termine notamment 3e de l'Hypo-Meeting de Götzis avec un nouveau record personnel à 6 557 points. Elle confirme le mois suivant par une 2de place en 6 476 points derrière Jessica Ennis-Hill (6 733) lors du Mehrkampf-Meeting Ratingen. Faisant l'impasse sur les Championnats d'Europe d'Amsterdam pour pouvoir se préserver pour les Jeux olympiques de Rio, Schäfer termine le 13 août suivant à la 5e place de ces Jeux olympiques avec 6 540 points.
Le 12 mai 2017, elle bat son record personnel au 100 m haies en 13 s 11 et réalise également une bonne performance à la hauteur (1,82 m) une semaine après l'avoir égalé à Seligenstadt avec 1,84 m. 
Le 27 mai, elle participe à l'Hypo-Meeting de Götzis et réalise 3 de ses records personnels sur les 4 épreuves de la première journée : 13 s 09 au 100 m haies, 1,86 m en hauteur et 23 s 36 au 200 m. Elle totalise 4 053 points pour une troisième place provisoire. Le lendemain, l'Allemande signe 6,57 m au saut en longueur, encore un record personnel puis lance 49,80 m au javelot et court en 2 min 14 s 73 au 800 m. Elle pulvérise ainsi son record personnel de presque 300 points, totalisant 6 836 unités, mais est dans cet heptathlon le plus élevé de l'histoire battue par Nafissatou Thiam qui réalise 7 013 points.
Un mois plus tard, elle remporte le Mehrkampf-Meeting Ratingen avec 6 667 points, signant notamment deux records personnels : 13 s 07 sur 100 m haies et 23 s 27 au 200 m.
Le 6 août 2017, en parfaite logique, Carolin Schäfer devient vice-championne du monde de l'heptathlon lors des championnats du monde de Londres avec 6 696 points, derrière la Belge Nafissatou Thiam (6 784 points) et devant la Néerlandaise Anouk Vetter (6 636 pts). Pendant la compétition, elle réalise deux records personnels : 1,86 m en hauteur et 14,84 m au poids.
Le 10 août 2018, elle remporte la médaille de bronze des championnats d'Europe de Berlin avec 6 602 pts, sa meilleure performance de la saison, derrière Nafissatou Thiam (6 816 pts) et Katarina Johnson-Thompson (6 759 pts).

## Palmarès
| Date | Compétition                           | Lieu                                  | Résultat | Épreuve    | Points |
| ---- | ------------------------------------- | ------------------------------------- | -------- | ---------- | ------ |
| 2007 | Championnats du monde cadets          | Ostrava                               | 2e       | Heptathlon | 5 544  |
| 2008 | Championnats du monde juniors         | Bydgoszcz                             | 1re      | Heptathlon | 5 833  |
| 2009 | Championnats d'Europe juniors         | Novi Sad                              | 1re      | Heptathlon | 5 697  |
| 2011 | Championnats d'Europe espoirs         | Ostrava                               | 5e       | Heptathlon | 5 941  |
| 2012 | Championnats d'Europe                 | Helsinki                              | 11e      | Heptathlon | 6 003  |
| 2014 | Championnats d'Europe                 | Zurich                                | 4e       | Heptathlon | 6 395  |
| 2014 | Décastar                              | Talence                               | 1re      | Heptathlon | 6 383  |
| 2014 | Coupe du monde des épreuves combinées | Coupe du monde des épreuves combinées | 2e       | Heptathlon | 19 164 |
| 2015 | Hypo-Meeting                          | Götzis                                | 2e       | Heptathlon | 6 547  |
| 2016 | Hypo-Meeting                          | Götzis                                | 3e       | Heptathlon | 6 557  |
| 2016 | Mehrkampf-Meeting Ratingen            | Ratingen                              | 2e       | Heptathlon | 6 476  |
| 2016 | Jeux olympiques                       | Rio de Janeiro                        | 5e       | Heptathlon | 6 540  |
| 2016 | Coupe du monde des épreuves combinées | Coupe du monde des épreuves combinées | 1re      | Heptathlon | 19 573 |
| 2017 | Hypo-Meeting                          | Götzis                                | 2e       | Heptathlon | 6 836  |
| 2017 | Mehrkampf-Meeting Ratingen            | Ratingen                              | 1re      | Heptathlon | 6 667  |
| 2017 | Championnats du monde                 | Londres                               | 2e       | Heptathlon | 6 696  |
| 2017 | Coupe du monde des épreuves combinées | Coupe du monde des épreuves combinées | 1re      | Heptathlon | 20 199 |
| 2018 | Mehrkampf-Meeting Ratingen            | Ratingen                              | 1re      | Heptathlon | 6 549  |
| 2018 | Championnats d'Europe                 | Berlin                                | 3e       | Heptathlon | 6 602  |
| 2018 | Décastar                              | Talence                               | 1re      | Heptathlon | 6 457  |
| 2018 | Coupe du monde des épreuves combinées | Coupe du monde des épreuves combinées | 1re      | Heptathlon | 19 608 |
| 2019 | Hypo-Meeting                          | Götzis                                | 4e       | Heptathlon | 6 426  |
| 2021 | Jeux olympiques                       | Tokyo                                 | 7e       | Heptathlon | 6 419  |
| 2022 | Championnats d'Europe                 | Munich                                | 6e       | Heptathlon | 6 223  |
| 2023 | Championnats du monde                 | Budapest                              | —        | Heptathlon | DNF    |
| 2024 | Jeux olympiques                       | Paris                                 | 17e      | Heptathlon | 6 084  |

## Records
| Épreuve           | Performance   | Lieu           | Date                    |
| ----------------- | ------------- | -------------- | ----------------------- |
| 100 mètres haies  | 13 s 07       | Ratingen       | 24 juin 2017            |
| Saut en hauteur   | 1,86 m        | Götzis Londres | 27 mai 2017 5 août 2017 |
| Lancer du poids   | 14,84 m       | Londres        | 5 août 2017             |
| 200 mètres        | 23 s 27       | Ratingen       | 24 juin 2017            |
| Saut en longueur  | 6,57 m        | Götzis         | 28 mai 2017             |
| Lancer du javelot | 54,10 m       | Tokyo          | 5 août 2021             |
| 800 mètres        | 2 min 13 s 95 | Ratingen       | 8 mai 2022              |
| Heptathlon        | 6 836 pts     | Götzis         | 28 mai 2017             |

| Épreuve          | Performance   | Lieu         | Date            |
| ---------------- | ------------- | ------------ | --------------- |
| 60 mètres haies  | 8 s 35        | Sindelfingen | 5 février 2023  |
| Saut en hauteur  | 1,80 m        | Karlsruhe    | 22 février 2015 |
| Lancer du poids  | 14,24 m       | Francfort    | 17 janvier 2016 |
| Saut en longueur | 6,03 m        | Francfort    | 30 janvier 2013 |
| 800 mètres       | 2 min 16 s 61 | Francfort    | 5 février 2014  |
| Pentathlon       | 4 098 pts     | Hambourg     | 1 février 2009  |